# Šanov (district de Znojmo)
Pour les articles homonymes, voir Šanov.
Šanov (en allemand : Schönau) est une commune du district de Znojmo, dans la région de Moravie-du-Sud, en République tchèque. Sa population s'élevait à 1 693 habitants en 2024.

## Géographie
Šanov se trouve à 4 km au sud-ouest du centre de Hrušovany nad Jevišovkou, à 25 km à l'est-sud-est de Znojmo, à 47 km au sud-sud-ouest de Brno et à 200 km au sud-est de Prague.
La commune est limitée par Božice au nord-ouest, par Pravice au nord, par Hrušovany nad Jevišovkou au nord-est, par Hrabětice à l'est, par Hevlín au sud, et par Velký Karlov au sud-ouest.

## Histoire
La première mention écrite du village date de 1046.

## Transports
Par la route, Šanov se trouve à 5 km de Hrušovany nad Jevišovkou, à 32 km de Znojmo, à 58 km de Brno et à 237 km de Prague. 